# Maevia poultoni
Maevia poultoni là một loài nhện trong họ Salticidae.
Loài này thuộc chi Maevia. Maevia poultoni được Elizabeth Maria Gifford Peckham & George William Peckham miêu tả năm 1901.